# 금산분리법
금산분리법(金産分離法)은 금융자본과 산업자본을 분리 시키기 위한 법률이다. 대한민국에서는 실질적으로 산업자본의 금융자본 소유를 허가하되, 은행자본에 대해서는 소유를 금하고 있으므로 은산(銀産)분리라고 할 수 있다.

## 대한민국의 금산분리법

### 현황[1][2]
금산분리법은 ‘하나’의 법률로 이루어지지 않고 크게 공정거래법, 은행법, 금융지주회사법에 분산되어 금융자본과 산업자본 상호간의 지분 소유를 금하고 있다.

#### 일반지주회사와 금융지주회사의 분리
1. 금융지주회사[깨진 링크(과거 내용 찾기)] 는 금융업이나 보험업 혹은 이와 밀접한 관련이 있는 회사의 주식을 제외한 국내 회사의 주식을 취득할 수 없다.[3]
2. 일반지주회사는 금융업이나 보험업을 영위하는 국내회사 주식을 취득할 수 없다.[4]
3. 위의 두 조항은 일반지주회사와 금융지주회사[깨진 링크(과거 내용 찾기)]가 상호간에 주식을 보유하는 것을 금지하고 있지만, 대한민국에서는 지주회사가 주된 회사의 형태가 아니기 때문에 이 조항들만 가지고 금산분리의 원칙을 나타냈다고 보기는 힘들며, 실질적으로는 개별 금융회사 설립법 상 소유규제에 의해, 그리고 개별 금융회사의 자산운용 규제에 의해 금산분리의 원칙이 나타난다.

#### 산업자본의 금융자본 소유 일부 제한
1. 비금융주력자는 은행주식의 4%를 초과하여 보유할 수 없고(지방은행은 15%), 의결권을 행사하지 않는 조건으로 금융감독위원회의 승인을 얻은 경우 10%까지 보유가 가능하며[5], 이와 똑같은 법이 금융지주회사법에도 등재되어 있다.제8조의2(비금융주력자의 주식보유일부제한 등)[6]
2. 사모투자펀드[깨진 링크(과거 내용 찾기)]를 이용한 산업자본의 은행 우회지배를 방지하기 위해, 비금융주력자가 사모투자펀드의 유한책임 사원으로 출자총액을 10%를 초과하거나, 4%초과 10% 이하를 보유하며 최대주주인 경우, 또 무한책임사원인 경우 등은 이를 은행법상의 비금융 주력자로 간주하여 은행소유에 일부 제한을 두고 있다.[7]
3. 위에 나타난 바와 같이 한국에서는 은행에 대해서는 산업자본의 소유 일부 제한은 있으나, 은행 이외의 금융회사에 대한 산업자본의 소유 일부 제한은 없다.

#### 금융자본의 산업자본 소유 일부 제한
1. 은행과 보험회사는 다른 회사의 의결권 있는 발행주식의 15%를 초과하는 주식을 소유할 수 없다.[8]
2. 은행지주회사[깨진 링크(과거 내용 찾기)]는 5% 이내에서 자회사가 아닌 다른 회사의 주식 소유가 가능하며, 은행지주회사가 아닌 금융지주회사[깨진 링크(과거 내용 찾기)]는 자회사가 아닌 비금융회사의 주식 취득이 불가능하다.[9]
3. 금융기관 및 그 금융기관과 같은 기업집단에 속하는 금융기관이 일정비율이상의 다른 회사 주식을 보유하려고 할 때는 금감위 승인을 얻도록 하고 있는데,[10] 이는 금융기관을 이용한 기업결합을 일부 제한하기 위한 것이다.

#### 산업자본의 금융지배에 따른 부작용 방지
대한민국의 산업자본은 은행을 제외한 금융회사를 소유∙지배할 수 있는데 정부는 이에 따른 폐해를 방지하기 위해 “산업자본의 금융지배에 따른 부작용 방지 로드맵(2004. 1. 2)”을 만들어 실천해 가고 있는데 내용은 다음과 같다.
1. 대주주∙계열사와의 거래내역 공시 및 이사회의결 의무화 확대(거래의 투명성 확보)
2. 대주주 및 계열사에 대한 금융감독 및 검사 강화
3. 비상장 금융회사에 대한 금융감독강화
4. 금융회사의 대주주 및 주요출자자 자격요건 강화
5. 대주주 및 계열사에 대한 대출한도를 단계적으로 축소: 대주주 등에 대한 자산운용규제 강화
6. 금융회사 보유 자기계열사 주식의 의결권행사 일부 제한
7. 금융회사 계열분할 청구제 도입

### 금산분리법 개정 과정[2]

#### 1945년 ~ 1980년
1961년 516 군사정변으로 집권한 박정희대통령은 기업가 소유의 은행주식을 전부 환수해버리고, 은행 대주주의 의결권 행사범위를 10%로  제한하였다. 군사정부는 소수 재벌에 의한 경제력 집중을 막고, 은행을 이용하여 경제개발을 추진하였고 이로 인해 일반은행은 다시 정부 지배를 받게 되었다.

#### 1980년대
1982년 은행법 개정 이전까지는 은행주식에 대한 대주주의 의결권 행사범위만 10%로 제한하고 있다가, 1982년 12월 은행법 개정에 의해 시중은행에 대한 동일인의 보유한도가 8%로 정해졌다. 지방은행에 대해서는 지역경제 개발자금의 원활한 지원 등을 위하여 보유한도 적용을 배제하였다.

#### 1990년대
1997년 전에는 동일인으로 보는 범위를 확대해석하고, 적용을 배제하였던 지방은행에 대해서도 소유한도를 설정하고 산업자본의 은행지배를 방지하면서 은행의 책임경영체제를 확립하기 위해 금융전업기업가제도를 도입하였다. 그러다가 1998년 1월 금융전업기업가제도를 폐지 및 외국인의 주식취득범위를 확대하고, 1999년에는 「독점규제 및 공정거래에 관한 법률」에 지주회사제도를 도입하면서 비금융회사는 금융회사를 금융회사는 비금융회사를 지배할 수 없도록 만들었다. 이에 금융지주회사법이 제정되었다.

#### 2000년대
개정 전까지의 내용을 살펴보면 다음과 같다.
1. 동일인의 은행주식 보유한도를 10%로 상향조정함으로써 은행에 대한 사전적인 소유일부제한을 완화하고 내국인도 외국인과 사실상 마찬가지로 금융감독위원회의 승인을 받는다면 10%, 25% 또는 33%를 초과하여 주식을 보유할 수 있도록 하였다[11].
2. 비금융주력자(산업자본)의 은행지배를 방지하기 위하여 비금융주력자는 4%를 초과하여 은행주식을 보유할 수 없도록 하되, 4%를 초과하는 주식의 의결권을 행사하지 아니하는 조건으로 재무건전성 등 일정한 요건을 충족하여 금융감독위원회의 승인을 얻은 경우에는 예외적으로 10%까지 은행주식을 보유할 수 있도록 하였다.[12].
3. 은행이 다양한 방식으로 대형화•겸업화 할 수 있도록 하기 위하여 은행이 다른 은행의 주식을 취득하는 것을 허용하였다.[13]
4. 자본시장과 금융투자업에 관한 법률(‘자본시장통합법’으로 약칭함)에서 비금융주력자가 사모투자전문회사[깨진 링크(과거 내용 찾기)]의 무한책임사원인 경우, 비금융주력자가 사모투자전문회사의 유한책임사원이지만 출자총액의 10%를 초과하여 보유하거나 4%이상 보유하면서 최대출자자인 경우 및 다른 상호출자제한 기업집단에 속하는 각각의 계열회사가 취득한 사모투자전문회사[깨진 링크(과거 내용 찾기)]를 비금융주력자로 본다.[14]

### 법 시행을 둘러싼 논란[1][2]
법의 지속적 시행여부를 두고 찬성과 반대측 주장이 대립하고 있다.

#### 찬성

##### 재벌의 사금고화를 막기 위해
과거 개발금융시대에도 은행대출의 거의 대부분을 재벌기업들이 가져갔으며 결과적으로 국내 중소기업의 발전이 부진했는데, 은행 설립까지 허용한다면 재벌은행의 영업 활동은 재벌기업의 사금고 역할이 될 것이라는 것이다.
실제로 과거 사례를 보면 은행은 아니지만 은행 이외의 금융회사가 재벌그룹 내에 소속되어 있는 경우 계열회사에 대한 안정적인 자금조달 창구 역할을 했던 것이 사실이다. 특히 투자신탁회사의 경우 모기업에 대하여 과다한 자금지원을 하다가 부실로 연결된 사례가 많이 있는데, 은행의 경우에도 이와 마찬가지일 것이라는 주장이다. 더 나아가 재벌그룹의 불법적인 자금 세탁이나 조성 등에 은행이 이용될 수 있다는 견해도 있다. 이러한 견해는 과거 재벌이라고 하는 대한민국의 거대 산업자본들이 보여준 행태가 신뢰할 수 없다는 결과에서 비롯된 것으로 볼 수 있다.

##### 금융시장의 안정성 붕괴 염려
산업자본의 지배를 받는 금융회사는 독자적인 판단에 따라 영업을 하지 못하고 산업자본인 모기업의 이해관계에 따라 자본투자를 하게 되는데, 이러한 경우 금융회사의 자체 리스크관리시스템이 붕괴되어 부실화의 위협이 발생한다.
즉, 금융회사의 이윤이 계열회사로 이전되거나 모기업의 사업실패가 금융회사로 이전되는 경우 금융회사의 건전성이 악화될 수 있고, 이러한 사례가 빈번할 경우 금융 산업 전반의 안전성이 저해될 수 있다는 견해이다.

##### 기업 간 공정경쟁 유도
산업자본이 금융회사를 소유하게 될 경우 금융회사를 소유하지 못한 기업과의 경쟁에서 근본적으로 우위를 점하게 되어 공정경쟁이 달성되지 못하는 문제가 발생하게 된다. 먼저 자금 조달원 자체가 경쟁력의 원천이 되기 때문에 산업자본소속 금융회사가 산업자본의 자금조달창구 역할을 할 경우 동 산업자본에 기반을 둔 기업은 경쟁업체에 비해 절대적인 경쟁력 우위를 확보할 수 있게 된다. 이렇게 되면 여타 경쟁기업이나 창의적 중소기업들이 경쟁에서 도태되어 성장기반이 위축될 수 있다.
또한 산업 제품과 금융 서비스 등의 공동판매, 판매망의 공동이용, 상호구매 등 을 통한 불공정 경쟁행위를 할 소지가 매우 높다. 물론 이러한 불공정 경쟁행위는 공정거래 당국에 의해 제재를 받겠지만 발전된 금융상품을 통한 우회적 지원을 모두 가려내는 데에는 어려움이 있을 수밖에 없다.

##### 산업자본 소유 금융회사의 저조한 실적
앞에서 알아본 단점들에도 불구하고 산업자본 소유 금융회사들이 여타 금융 회사들에 비해 뚜렷하게 좋은 실적을 보여준다면 금산분리 재고가 합리성을 찾을 수도 있을 것이다. 그러나 현실은 그렇지 못한 실정이다. 즉 대기업 계열금융회사의 경영 성과가 평균적으로 비계열 금융회사보다 낫다고 말하기 어려운 것으로 보인다. 이는 자금조달처 확보에 따른 거래비용의 절감, 시너지효과의 창출 등 산업자본의 금융지배를 합리화하는 주장들이 설득력을 갖지 못한다는 것을 시사한다고 할 수 있다.

#### 반대

##### 인터넷전문은행의 등장
인터넷전문은행의 등장 이후 은산분리 완화 요구가 높아졌다. 2015년 1월 금융위원회가 인터넷전문은행의 설립을 발표한 이후, 2017년 4월 이후부터 케이뱅크와 카카오뱅크가 운영되고 있다. 그러나 현재 인터넷전문은행은 여전히 불안한 법적 기반 속에 있고, 이로 인하여 성장의 발목이 잡혀 있다. 이 가운데 은산분리 원칙이 인터넷전문은행의 최대 장벽으로 꼽힌다. 인터넷전문은행은 은행업 특성상 막대한 초기자본과 핀테크 · 빅테이터 기술이 요구된다. 그러나 현재 대한민국 인터넷전문은행의 설립주체인 케이뱅크나 카카오뱅크는 ICT기업으로서 산업자본으로 분류되고 있으며, 은산분리가 계속 유지될 경우 지분 취득이 제한되어 추가적인 투자 집행과 경쟁력 있는 서비스 개발에 제한을 받는다. 따라서 은산분리로 인해 해당 ICT기업들이 인터넷전문은행의 경영권을 안정적으로 확보하지 못한다면, 'ICT와 금융의 혁신적 결합을 통한 금융서비스 제공'이라는 목적을 달성하지 못할 것이이라는 우려의 목소리가 나온다.
정치권에서도 목소리가 나왔다. 문재인 대통령은 "인터넷 전문은행에 한정해 혁신 IT기업이 자본과 기술투자를 확대할 수 있어야 한다."면서 "은산분리는 우리 금융의 기본 원칙이지만 지금의 제도가 신산업 성장을 억제한다면 새롭게 접근해야 한다."고 하였다. 여야 교섭단체들 또한 인터넷전문은행의 은산분리 완화에 공감대를 형성하였다.

##### 금융회사 경쟁력 강화
산업자본이 은행을 지배하여 은행 규모가 커지면 규모의 경제가 발생할 수 있고 이는 궁극적으로 금융소비자에게 이익이 될 수 있으며, 또한 산업자본이 은행에 추가적인 증자 등을 통해 거대한 은행을 유지한다면 은행산업에 효율적인 생산을 가져온다고 한다. 
대한민국의 기업과 세계적 기업들을 비교한다면 제조업 등 산업분야에는 이미 국제적인 대기업이 등장하였으나, 금융업 분야에서만큼은 대한민국 국가 위상에도 많이 뒤떨어지는 상황이라고 할 수 있다. 그러므로 세계적인 국내 대기업의 경영기법을 도입하거나 최소한 그의 도움을 받아 국내 금융 산업을 향상시키자는 견해이다. 이는 과거 은행의 주인을 찾아주어 대리인 비용을 줄이고 경영을 효율화하자는 견해와도 유사하다. 산업자본을 통한 국내 금융회사의 대형화는 적어도 세계 금융시장에서의 경쟁력은 제고할 수 있을 것이라고 본다.

##### 산업과 금융 결합의 경영상 시너지 효과
산업자본이 금융회사를 소유, 지배할 경우 실물기업과 금융회사가 결합된 결합 기업은 규모 및 범위의 경제, 실물 및 금융상품의 공동판매에 따른 시너지 효과, 상품 및 지역 다각화에 따른 위험분산 등의 효과를 누릴 수 있어 바람직하다는 주장이 있다. 또한 실물기업과 금융 회사 간에 경영자 및 전문가를 상호 파견하면 우수 경영기법을 서로 배울 수 있어 양사의 경영효율성이 서로 높아지는 효과도 누릴 수 있을 것이다. 예를 들어 금융회사의 첨단 리스크 관리 기법에 능숙한 전문가가 실물기업에 가면 기업의 재무관리효율을 높일 수 있고, 국제금융시장에서의 자금조달 경험이 많은 기업의 재무관리 전문가는 금융회사의 국제금융업무 기법 및 정보 확충에 도움이 될 수도 있을 것이다.

##### 외국인과의 형평성
1997년 외환위기 이후 대한민국 금융시장이 외국인에게 개방된 결과 거의 대부분의 민간은행들은 외국자본이 대주주로 있다. 7개 시중은행 중 한국씨티은행, SC은행 및 한국외환은행이 외국자본의 지배하에 있으며, 신한은행, 하나은행, 국민은행도 최대주주를 포함하여 60~80%를 외국인주주가 투자하고 있다. 결과적으로 금산분리정책이 국내자본을 배제하고 외국자본을 우대하는 역차별을 초래하였고 은행이 외국자본에 넘어가면 수많은 기업정보가 해외로 유출될 뿐만 아니라 정부가 마음대로 금융정책을 펼치기도 어렵다고 한다.
1997년 당시에는 국내 금융시장이 붕괴되려는 위기상황이었으므로 외국자본의 투자가 절실하였으나 지금은 상황이 바뀌었으며 금산분리 원칙을 계속 고집하다가는 론스타와 같은 외국자본이 국내 금융기관을 통해 막대한 수익을 가져가는 것을 지켜볼 수 밖에 없다는 주장이다.

## 대한민국 외의 금산분리법[1]
대한민국과 달리 산업자본의 은행 지분 소유에만 일부 제한을 두는 나라는 미국과 캐나다, 호주, 이탈리아 등이 있다.
현재 모든 은행뿐만 아니라 모든 금융에 일부 제한을 두는 나라는 대한민국이 세계에서 유일하다.
이러한 연유로 외국에서는 금산분리법이란 말이 없고 대신 은산분리법이라고 불린다.

### 미국
1933년 글래스-스티갈 법 그리고 1956년 은행지주회사 법의 제정으로 미국에서는 은행과 산업의 분리(separation of banking and commerce) 원칙이 확실하게 자리 잡기 시작하였다. 먼저 1933년에 제정된 글래스-스티갈 법에서는 은행업과 증권업의 분리를 명시함으로써 은행과 산업의 결합 소지가 제거되었다. 즉 증권회사는 기관투자가로서 기업주식을 보유할 수 있었는데 은행업과 증권업을 분리함으로써 은행이 증권회사를 통해 기업의 주식을 보유할 수 없게 해서 은행과 기업을 분리하게 된 것이다. 또한 1956년에 제정한 은행지주회사법에서는 은행을 지배하는 회사를 은행지주회사로 정의하고 이 회사는 은행업과 밀접한 관련이 있는 업무만 할 수 있도록 해서, 일반 기업과 은행을 동시에 소유할 수 없게 해서 은행과 산업의 분리를 더욱 공고히 하게 되었다. 1999년 제정된 금융현대화법(en:Gramm-Leach-Bliley Act)이 금융지주회사를 통한 금융업종간 겸업화를 허용함으로써 글래스-스티갈 법이 천명하였던 은행과 증권의 분리원칙이 변하기는 하였으나, 그럼에도 불구하고 미국 금융 산업에서 은행과 산업의 결합방지 원칙은 은행지주회사법 등을 통해 계속 유지되고 있다.

### 캐나다
캐나다는 1967년 은행지분소유 한도를 10%로 제한하였으나 이후 2001년에 은행지분소유 한도를 은행 자기자본규모에 따라 차등 적용하는 방식으로 변경했다. 이에 따라 은행 자기자본이 50억 달러를 초과하는 경우 은행지분소유 한도는 의결권 있는 주식의 20% 이내로 제한되고, 자기자본이 10억 달러 이상 50억달러 이하인 경우에는 대주주이외 일반주주의 지분율이 35% 이상일 것으로 규정하고 있으며, 자기자본이 10억 달러 미만인 경우에는 지분소유 일부 제한이 없다.

### EU
EU 국가들은 대부분 은행산업을 통일적으로 규제하는 "EC의 제2차 은행업 지침(The EC Second Banking Directive)"을 적용하고 있다. 동 지침에서는 비금융회 사의 은행지분소유를 직접적으로 일부 제한하고 있지는 않다. 다만 은행 주식의 일정 비율(10%, 25%, 33%) 이상을 직.간접적으로 보유하고자 할 경우에는 감독기관에 보고하고(Article 11.1), 동 비율별로 감독당국의 출자자 적격성 심사를 받으며, 감독기관은 은행이 건전하고 신중하게(sound and prudent) 경영될 수 있을 경우 이를 승인하도록 하고 있다.